# Roman Prodius
Roman Prodius (n. 12 aprilie 1981, Cimișlia, RSS Moldovenească, URSS) este un atlet moldovean specializat pe maraton.

## Carieră
S-a apucat de atletism la școală sub îndrumarea lui Constantin Fiodorov, apoi a continuat la Universitatea de Stat de Educație Fizică și Sport, unde s-a specializat pe distanțe lungi. În 2009 a fost numit maestru al sportului de clasă internațională. În anul următor și-a stabilit recordul personal cu timpul de 2:12:31.
S-a calificat la Jocurile Olimpice de vară din 2012 cu timpul de 2:14:27 din cadrul Maratonului Internațional de la Mainz. La Londra a abandonat cursa după km 25. În anul următor a participat la Campionatul Mondial de Atletism din 2013, unde s-a clasat pe locul 45 cu timpul de 2:29:08.
În aprilie 2015 s-a clasat pe locul 8 la Maratonul Internațional de la Viena. Astfel a devenit primul sportiv moldovean calificat la Jocurile Olimpice din 2016 de la Rio de Janeiro. La Campionatul Mondial din 2015 de la Beijing a parcurs distanță cu timpul de 2:26:46, clasându-se pe locul 31. În anul următor a ocupat locul 7 la Semi-Maratonul Internațional de la Roma-Ostia.

## Realizări
| An   | Competiție                   | Locație                   | Loc | Eveniment   | Note    |
| ---- | ---------------------------- | ------------------------- | --- | ----------- | ------- |
| 2005 | Campionatul European de Cros | Tilburg, Olanda           | 79  | 9,84 km     | 29:35   |
| 2008 | Campionatul Mondial de Cros  | Edinburgh, Marea Britanie | –   | 12 km       | NS      |
| 2010 | Maratonul „Gutenberg”        | Mainz, Germania           | 2   | maraton     | 2:12:31 |
| 2012 | Jocurile Olimpice            | Londra, Marea Britanie    | –   | maraton     | NT      |
| 2013 | Campionatul Mondial          | Moscova, Rusia            | 45  | maraton     | 2:29:08 |
| 2015 | Campionatul Mondial          | Beijing, China            | 31  | maraton     | 2:26:46 |
| 2016 | Campionatul European         | Amsterdam, Olanda         | 22  | semimaraton | 1:05:14 |
| 2016 | Jocurile Olimpice            | Rio de Janeiro, Brazilia  | 104 | maraton     | 2:27:01 |

## Legături externe
Materiale media legate de Roman Prodius la Wikimedia Commons
- Roman Prodius, Comitetul Național Olimpic și Sportiv din Republica Moldova
- en Roman Prodius la World Athletics
- en Roman Prodius la Olympedia.org